# Овинища (Арефинское сельское поселение)
Овинища — деревня Арефинского сельского поселения Рыбинского района Ярославской области .
Деревня расположена на западе сельского поселения. Деревня расположена вдоль левого берега реки Золотуха, левого притока реки Морма.  Ниже Овинищ по течению, к северо-востоку, непосредственно соприкасаясь околицами стоит деревня Коняево. На запад от Овинищ стоит деревня Залужнево. Выше по течению Золотухи, примерно в 2 км на юго-запад стоит деревня Николо-Тропа. На юго-восток от Овинищ незаселенный лесной массив бассейна реки Мормы .
Деревня Овинище обозначена на плане Генерального межевания Рыбинского уезда 1792 года.
На 1 января 2007 года в деревне Овинища числилось 23 постоянных жителя . Почтовое отделение, расположенное в центре сельского поселения селе Арефино, обслуживает в деревне Овинища 28 домов .